# Niedersachsenliga
La Niedersachsenliga es una de las 14 ligas regionales de fútbol que conforman la Oberliga, la quinta división del fútbol alemán.

## Historia

### 1947/63
Fue creada en el año 1947 como la liga de fútbol más importante de la región de Baja Sajonia, aunque lo hizo con el nombre Landesliga Nidedersachsen, operando con 4 divisiones y un total de 42 equipos participantes. Las divisiones eran Hannover, Hildesheim, Braunschweig y Osnabrück, aunque algunos equipos de la región jugaban en la liga de Bremen.
La liga fue de segunda división, solo por debajo de la Oberliga Nord, donde su campeón tenía el derecho de disputar el ascenso a la máxima categoría. En 1949 las 4 Landesligas desaparecieron para crear dos Amateur-Oberligas (Este y Oeste) compuestas por 16 equipos en el oeste y 18 en el este.

### 1963/74
Cuando es introducida la Bundesliga como la máxima categoría del fútbol alemán en 1963, desaparece la Oberliga Nord y nace la Regionalliga Nord como la nueva segunda división y la Landesliga baja un nivel. Un año más tarde nace la Amateurliga Niedersachsen como la nueva tercera categoría. Entre los años 60s y 70s se promediaban entre 4 y 5 equipos de la región de Baja Sajonia que disputaban el ascenso de categoría por ser la región más fuerte del norte de Alemania, en donde incluso sus equipos filiales disputaban el ascenso ante equipos de las otras regiones.

### 1974/94
En 1974 desaparece la Regionalliga Nord y su lugar lo ocupa la 2. Bundesliga y renace la Oberliga Nord como la tercera división de Alemania, con lo que la Amateurliga desciende un nivel, cambiando su nombre a Landesliga Niedersachsen, aunque esta vez ascendían tres equipos a la tercera división y por primera vez los equipos filiales eran elegibles para el ascenso, siendo el Eintracht Braunschweig II el primero en conseguirlo en 1975.
En 1979 la liga cambia su nombre a Verbandsliga Niedersachsen, manteniendo su categoría.

### 1994/2008
En 1994 se restablece la Regionalliga Nord como la tercera división del fútbol alemán, bajando la Oberliga un nivel, mientras que la Verbandsliga Niedersachsen bajaba a quinta división y sería dividida en dos, pero con la ventaja de que ambas divisiones tendrían ascensos directos a la Oberliga Nord.
En la temporada 1999/2000 se reducen las Regionalligas, con lo que en esa temporada no hubo ascensos directos y en 2004 la Oberliga Nord fue partida en dos ligas separadas.

### 2008/10
Al nacer la 3. Bundesliga en 2008 como la nueva tercera división, todas las ligas por debajo de ella bajaron un nivel, desapareció la Oberliga Nord otra vez, aunque la Niedersachsen-Liga mantuvo el estatus de quinta división, ahora como la Oberliga Niedersaschsen.

### 2010-
En 2010 nace la liga actual compuesta de 20 equipos, incluyendo una serie de playoff con equipos de la Regionalliga para disputar un posible ascenso de categoría.

## La Liga en el Fútbol Alemán
| Periodo   | Nivel | Ascenso a                     |
| --------- | ----- | ----------------------------- |
| 1947–63   | II    | Oberliga Nord                 |
| 1963–74   | III   | Regionalliga Nord             |
| 1974–94   | IV    | Oberliga Nord                 |
| 1994–2004 | V     | Oberliga Niedersachsen/Bremen |
| 2004–08   | V     | Oberliga Nord                 |
| 2008–     | V     | Regionalliga Nord             |

Fuente:

## Ediciones anteriores

### Landesliga Niedersachsen
| Temporada | Staffel Braunschweig  | Staffel Hildesheim | Staffel Hannover | Staffel Osnabrück   |
| --------- | --------------------- | ------------------ | ---------------- | ------------------- |
| 1947-48   | MTV Braunschweig      | Göttingen 05       | Teutonia Uelzen  | Eintracht Osnabrück |
| 1948-49   | Rot-Weiß Braunschweig | SV Hameln 07       | SV Linden 07     | VfB Oldenburg       |

- Debido a las irregularidades de la temporada anterior, Hannover 96 también ascendió en la temporada de 1949.

### Amateuroberligas Niedersachsen West and Ost
| Temporada | Oeste                 | Este                      |
| --------- | --------------------- | ------------------------- |
| 1949-50   | Eintracht Osnabrück   | TSV Goslar                |
| 1950-51   | Kickers Emden         | VfR Osterode              |
| 1951-52   | VfB Oldenburg         | VfL Wolfsburg             |
| 1952-53   | Eintracht Nordhorn    | Eintracht Braunschweig    |
| 1953-54   | Eintracht Nordhorn *  | VfL Wolfsburg             |
| 1954-55   | Eintracht Nordhorn    | VfV Hildesheim            |
| 1955-56   | Olympia Wilhelmshaven | Eintracht Braunschweig II |
| 1956-57   | VfB Oldenburg         | Union Salzgitter (C)      |
| 1957-58   | Arminia Hannover      | VfV Hildesheim (C)        |
| 1958-59   | VfB Oldenburg *       | Arminia Hannover (C)      |
| 1959-60   | Hannover 96 II (C) *  | SC Leu Braunschweig       |
| 1960-61   | Arminia Hannover *    | SC Leu Braunschweig (C)   |
| 1961-62   | Arminia Hannover (C)  | SC Leu Braunschweig       |
| 1962-63   | VfL Oldenburg         | VfL Wolfsburg (C)         |
| 1963-64   | Olympia Wilhelmshaven | Hannover 96 II (C) *      |

- (C) Ganador del Playoff de Baja Sajonia (se juega desde la temporada 1956-57).[3]
- En 1954, el subcampeón VfB Oldenburg también ascendió.
- En 1959, el subcampeón Eintracht Osnabrück también ascendió.
- En 1960, el subcampeón VfB Oldenburg también ascendió.
- En 1961, el tercer lugar Eintracht Nordhorn también ascendió.
- En 1964, el subcampeón Göttingen 05 también ascendió.

### Amateurliga/Landesliga/Verbandsliga Niedersachsen
| Temporada | Club                      |
| --------- | ------------------------- |
| 1964-65   | Hannover 96 II            |
| 1965-66   | Hannover 96 II            |
| 1966-67   | Hannover 96 II            |
| 1967-68   | SV Meppen                 |
| 1968-69   | SC Leu Braunschweig       |
| 1969-70   | Eintracht Braunschweig II |
| 1970-71   | OSV Hannover              |
| 1971-72   | VfB Oldenburg             |
| 1972-73   | Union Salzgitter          |
| 1973-74   | Preußen 07 Hameln         |
| 1974-75   | VfB Peine                 |
| 1975-76   | Atlas Delmenhorst         |
| 1976-77   | TSV Helmstedt *           |
| 1977-78   | Germania Leer *           |
| 1978-79   | SV Meppen                 |

| Temporada | Club                   |
| --------- | ---------------------- |
| 1979-80   | Lüneburger SK          |
| 1980-81   | TuS Celle              |
| 1981-82   | TuS Hessisch-Oldendorf |
| 1982-83   | Blau-Weiß Lohne        |
| 1983-84   | Atlas Delmenhorst      |
| 1984-85   | VfL Herzlake           |
| 1985-86   | Atlas Delmenhorst      |
| 1986-87   | VfL Herzlake           |
| 1987-88   | VfL Herzlake           |
| 1988-89   | Kickers Emden          |
| 1989-90   | TuS Celle              |
| 1990-91   | Kickers Emden          |
| 1991-92   | TuS Lingen             |
| 1992-93   | BV Cloppenburg         |
| 1993-94   | SV Wilhelmshaven       |

- En 1967, el tercer lugar TuS Haste también ascendió.
- En 1968, el cuarto lugar TuS Celle también ascendió.
- En 1969, el cuarto lugar Olympia Wilhelmshaven también ascendió.
- En 1970, el quinto lugar SV Meppen también ascendió.
- En 1972, el subcampeón SV Meppen también ascendió.
- En 1974, los primeros tres lugares ascendieron a la Oberliga Nord, SpVgg Bad Pyrmont y Union Salzgitter también ascendieron.
- En 1975, el segundo y tercer lugar Eintracht Nordhorn y Eintracht Braunschweig II también ascendieron.
- En 1977, el segundo lugar VfB Peine ganó el play-off del campeonato, pero no ascendió.
- En 1978, el segundo lugar VfB Peine ganó el play-off por el campeonato, pero no ascendió.
- En 1979, el tercer lugar MTV Gifhorn también ascendió.
- En 1981, el tercer lugar TSV Havelse también ascendió.
- En 1982, el subcampeón Olympia Wilhelmshaven también ascendió.
- En 1983, el tercer lugar Eintracht Braunschweig II también ascendió.
- En 1985, el segundo y tercer lugar Eintracht Braunschweig II y Wolfenbüttler SV también ascendieron.
- En 1986, el subcampeón SpVgg Göttingen también ascendió.
- En 1989, el tercer lugar TuS Esens también ascendió.
- En 1990, el tercer lugar Eintracht Nordhorn también ascendió.
- En 1993, el subcampeón Preußen 07 Hameln también ascendió.
- En 1994, los primeros cuatro lugares ascendieron.

### Verbandsligas Niedersachsen West and Ost
| Temporada | Oeste                         | Este                          |
| --------- | ----------------------------- | ----------------------------- |
| 1994-95   | Eintracht Nordhorn            | SV Südharz Walkenried (C)     |
| 1995-96   | Concordia Ihrhove (C)         | Wolfenbüttler SV *            |
| 1996-97   | FC Schüttorf                  | SpVgg Einbeck (C) *           |
| 1997-98   | Blau-Weiß Lohne               | MTV Gifhorn (C)               |
| 1998-99   | FC Schüttorf                  | VfL Wolfsburg II (C)          |
| 1999–2000 | Hannover 96 II                | Eintracht Braunschweig II (C) |
| 2000-01   | SC Langenhagen (C)            | SpVgg Einbeck                 |
| 2001-02   | VfV Hildesheim                | Eintracht Braunschweig II (C) |
| 2002-03   | Hannover 96 II (C)            | SSV Vorsfelde                 |
| 2003-04   | VfL Osnabrück II (C)          | TSV Neuenkirchen              |
| 2004-05   | VfL Osnabrück II (C)          | Eintracht Braunschweig II     |
| 2005-06   | SV Ramlingen-Ehlershausen (C) | VSK Osterholz Scharmbeck      |
| 2006-07   | VfB Oldenburg                 | TuS Heeslingen (C)            |
| 2007-08   | VfL Oldenburg                 | MTV Gifhorn (C)               |

Fuente:
- En Negrita los equipos que ascendieron.
- (C) Ganador del playoff de Baja Sajonia.[3]
- En 1996, el subcampeón SSV Vorsfelde también ascendió.
- En 1997, el subcampeón Rotenburger SV también ascendió.

### Oberligas Niedersachsen West and Ost
| Temporada | Oeste         | ESte                          |
| --------- | ------------- | ----------------------------- |
| 2008–09   | VfB Oldenburg | Goslarer SC 08 (C)            |
| 2009–10   | TSV Havelse   | Eintracht Braunschweig II (C) |

- En Negrita equipos que ascendieron.
- (C) Ganador de la eliminatoria de Baja Sajonia.[3]
- En 2010 ambos campeones ascendieron por no haber equipos en la Bremen-Liga, Hamburg-Liga y Schleswig-Holstein-Liga que cumplieran con los permisos para jugar en la Regionalliga.

### Oberliga Niedersachsen
| Temporada | Campeón                   | Finalista              |
| --------- | ------------------------- | ---------------------- |
| 2010–11   | SV Meppen                 | BV Cloppenburg         |
| 2011–12   | Goslarer SC 08            | BV Cloppenburg         |
| 2012–13   | Eintracht Braunschweig II | Lupo Martini Wolfsburg |
| 2013–14   | Lüneburger SK Hansa       | FT Braunschweig        |
| 2014–15   | SV Drochtersen/Assel      | VfV 06 Hildesheim      |

- En Negrita los equipos que ascendieron.
- En 2012, VfB Oldenburg, y BSV Schwarz-Weiß Rehden también ascendieron.